# Větrušice
Větrušice (deutsch Wietruschitz) ist eine Gemeinde in Tschechien. Sie liegt drei Kilometer nördlich von Roztoky und gehört zum Okres Praha-východ.

## Geographie

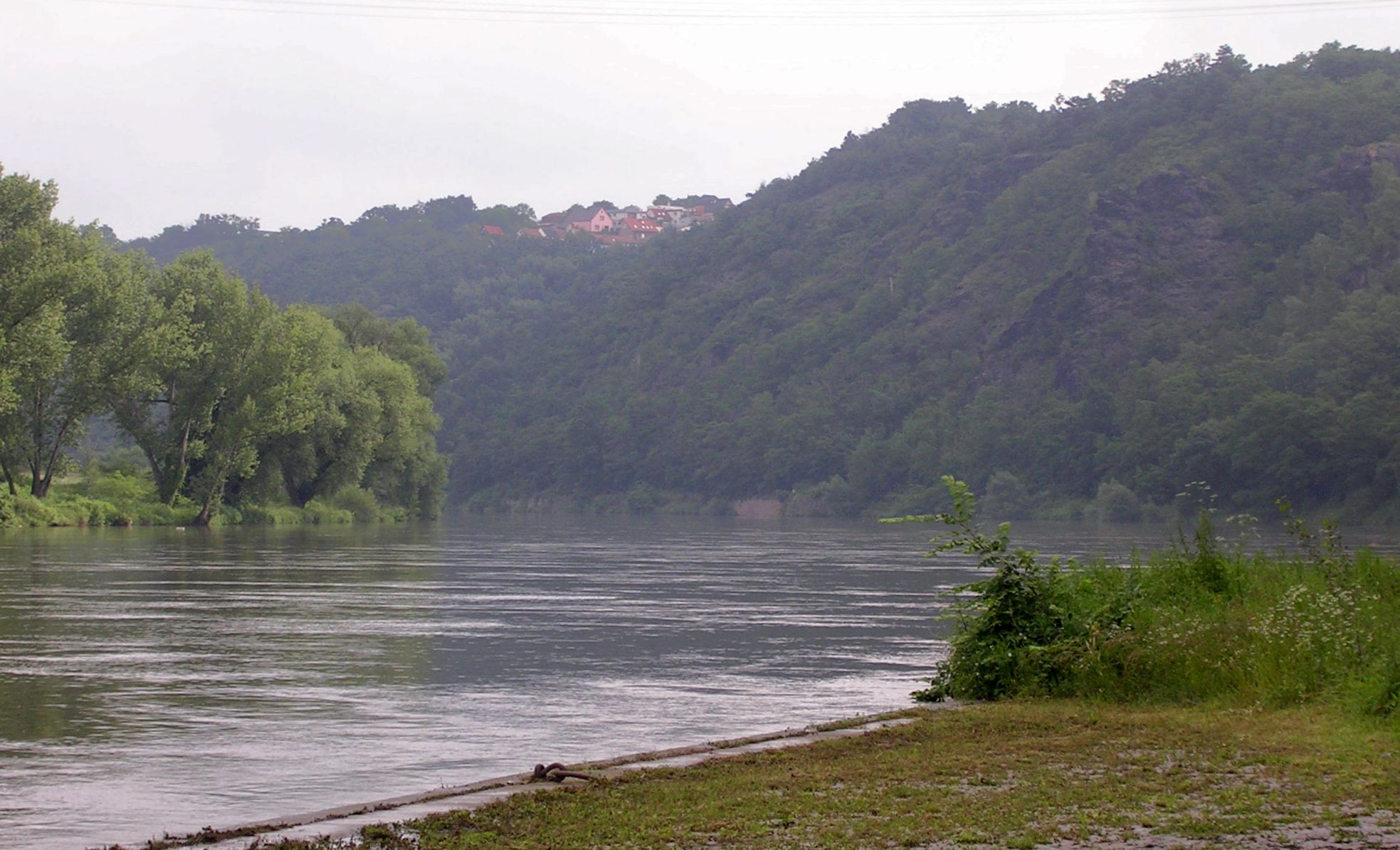
Větrušice

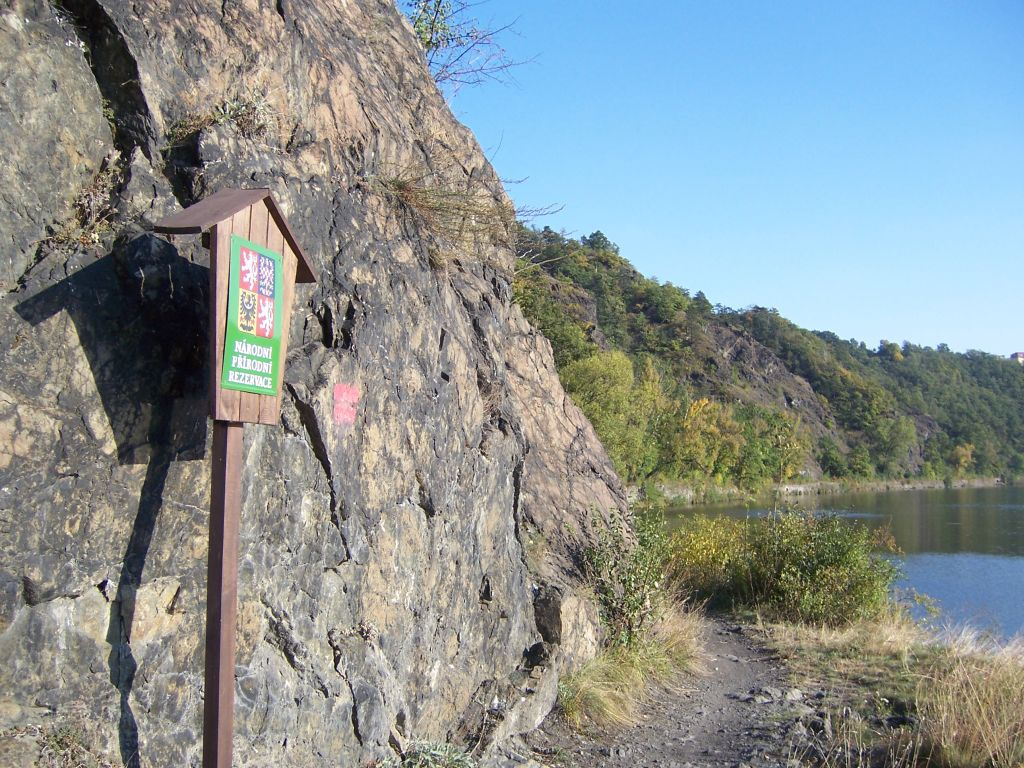
Větrušické rokle

Větrušice befindet sich rechtsseitig über dem Moldautal auf der Böhmischen Tafel. Westlich am Prallhang des Flusses liegen die Felsen der "Větrušické rokle". Im Osten liegt eine große Kläranlage.
Nachbarorte sind Máslovice und Vodochody im Norden, Drasty und Klíčany im Nordosten, Sedlec im Osten, Klecany im Südosten, Husinec und Roztoky im Süden, Řež im Südwesten, Letky und Tursko im Westen sowie Libčice nad Vltavou und Dol im Nordwesten.

## Geschichte
Die erste schriftliche Erwähnung des Dorfes erfolgte 1306 im Zusammenhang mit Zahlungen für die Altäre des heiligen Gotthard und Veit auf der Prager Burg. Während der Hussitenkriege eroberten die Prager das dem Vyšehrader Kapitel gehörige Dorf und verkauften es 1429 an Duchek Kadaně von Větrušice.
1559 erwarb Václav Služský von Chlum das Dorf, ihm folgte sein Sohn Jan. Nach der Schlacht am Weißen Berg wurden dessen Güter konfisziert und zunächst an Wenzel Matthias Borowsky verkauft. Auf Betreiben König Ferdinands II. erhielt das Kapitel seinen alten Besitz wieder zurück. Durch den Dreißigjährigen Krieg war das aus einem Gut, sieben Bauernwirtschaften und drei Häuslerstellen bestehende Dorf verödet.
Ab 1850 bildete Větrušice einen Ortsteil von Klecany im Bezirk Karlín. Im Jahr 1853 bestand der Ort aus 22 Wohnhäusern. Das Gut wurde 1885 an den Zuckerfabriksdirektor Jan Zapotil verpachtet, der es zum ersten und größten Saatgutzuchtbetrieb für Zuckerrüben mit hohem Zuckergehalt in Böhmen ausbaute.
Im Jahre 1888 löste sich Větrušice von Klecany los und bildete eine eigene politische Gemeinde. Ab 1928 gehörte die Gemeinde Větrušice zum Bezirk Praha-venkov, ab 1946 zum Okres Praha-sever und seit 1961 zum Okres Praha-východ. Im März 1945 kam es im Luftraum östlich des Dorfes im Zusammenhang mit den amerikanischen Luftangriffen auf das Brabag-Werk Schwarzheide zu einem Luftgefecht. 1957 wurden bei Schachtarbeiten für einen neuen Kuhstall Reste von Gefäßen und menschlichen Gebeinen aufgefunden, deren Alter auf 3000 Jahre geschätzt wird.

## Gemeindegliederung
Für die Gemeinde Větrušice sind keine Ortsteile ausgewiesen.

## Sehenswürdigkeiten
- Statue des hl. Wenzel am Dorfplatz, errichtet 1895
- Větrušické rokle, das 25 ha große Felsgebiet an der Moldau ist seit 1969 als Naturschutzgebiet geschützt.
- Naturpark Dolní Povltaví, südlich des Dorfes